# Années 550 av. J.-C.
Les années 550 av. J.-C. couvrent les années de 559 av. J.-C. à 550 av. J.-C.

## Événements
- 560-430 av. J.-C. : première occupation d’Ensérunes par les Élisyques (fonds de cabanes, silos)[1].

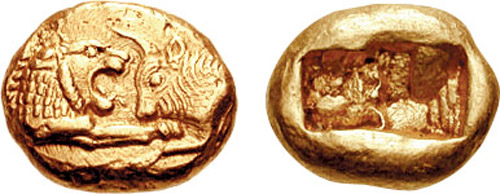
Monnaie d’or de Créséide Crésus, 561–546 av. J.-C.

- Vers 560 av. J.-C. : prise d’Éphèse et conquête de l’Ionie par Crésus, roi de Lydie[2]. Début de la construction du temple d’Artémis à Éphèse[3].
- 559 av. J.-C. : le roi de Babylone Amêl-Marduk, qui aurait gouverné de façon « illégale et incorrecte », est déposé par son beau-frère Nergal-shar-usur[4].
- 559-556 av. J.-C. : règne de Nergal-shar-usur (Nériglissar), roi de Babylone. Il mène une campagne dans la plaine d’Adana contre le roi de Cilicie[4].
- 559-529 av. J.-C. : règne de Cyrus II, roi d’Anshan. Fils de Cambyse Ier, il règne sur les Perses en reconnaissant la suzeraineté du roi mède Astyage[4].
- Vers 558 av. J.-C. : Mégare colonise Héraclée du Pont et plusieurs villes du Propontide[5].
- 556 av. J.-C. : 
  - à Athènes, Pisistrate est rappelé d’exil par Mégaclès, chef du parti oligarchique, dont il épouse la fille[6]. Pisistrate refuse de consommer le mariage[7].
  - Labâshi-Marduk succède à son père Nériglissar comme roi de Babylone. Il est torturé à mort au bout de deux mois de règne. Nabonide, gouverneur de Babylone, âgé de soixante ans, est porté au pouvoir par le clergé du dieu Sîn[4].
- 556-555 av. J.-C. : Chilon devient éphore de Sparte[8]. Il est l’un des sept sages de la Grèce. Il fait confier aux éphores le droit de déposer les rois[9]. Le régime politique spartiate est oligarchique si l’on considère l’ensemble de la population mais peut sembler démocratique si l’on s’arrête aux Homoioi (citoyens spartiates). Deux Rois sont choisis dans deux familles distinctes, les Agiades et les Eurypontides. Ils ont un pouvoir essentiellement militaire et religieux. La gérousie est une assemblée aristocratique constituée de 28 vieillards de plus de 60 ans, nommés à vie par acclamations. Ils exercent des pouvoirs judiciaires et ont un droit de veto sur les décisions de l’assemblée. Les éphores, au nombre de cinq, représentent le peuple. Ils forment un véritable gouvernement qui exerce un pouvoir judiciaire et exécutif. L’assemblée, qui vote les décisions, semble avoir un pouvoir limité[10].

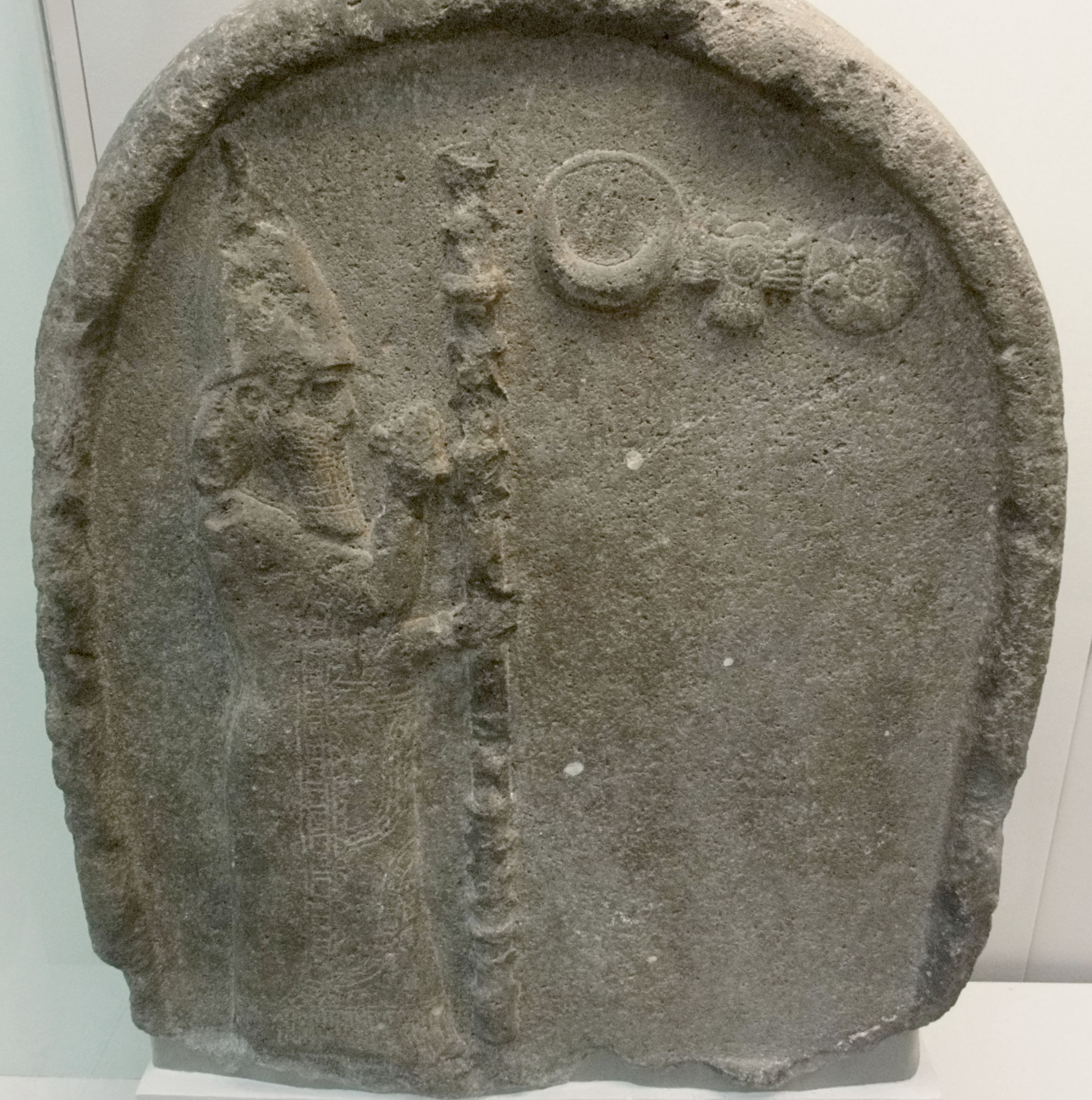
Stèle de Nabonide, basalte, aujourd'hui au British Museum.

- 556-539 av. J.-C. : règne de Nabonide, roi de Babylone[4]. Au début de son règne, Nabonide semble poursuivre les anciennes traditions. Il se rend dans le sud pour régler des problèmes administratifs et mène plusieurs expéditions dans le Levant. Au sommet de sa puissance, l’empire néo-babylonien occupe alors le bassin mésopotamien dans son ensemble, le piémont du Taurus et le Levant. Nabonide, roi très religieux est le fils d’un gouverneur sans doute araméen et d’une prêtresse du sanctuaire de Sîn à Harran. Il voue un culte tout particulier à Sîn, le dieu-lune, culte qui lui sera reproché par ses ennemis après la chute de Babylone (dont les prêtres de Marduk, dieu jusque-là favorisé par les rois). Il fait restaurer le temple de ce dieu à Ur et ambitionne de rétablir celui d’Harran, détruit par les Mèdes[11].
- 555 av. J.-C. : Jin assiège la capitale de Qi, qui vient de rejeter sa suzeraineté, Linzi (en)[12].
- 554 av. J.-C. : Phalaris, le tyran d'Agrigente célèbre pour sa cruauté (tradition contestée), est renversé par une coalition oligarchique menée par Télémachos, de la famille des Emménides, ancêtre de Théron[13].
- Vers 553 av. J.-C. : la cité de Camarina est vaincue et détruite par Syracuse.

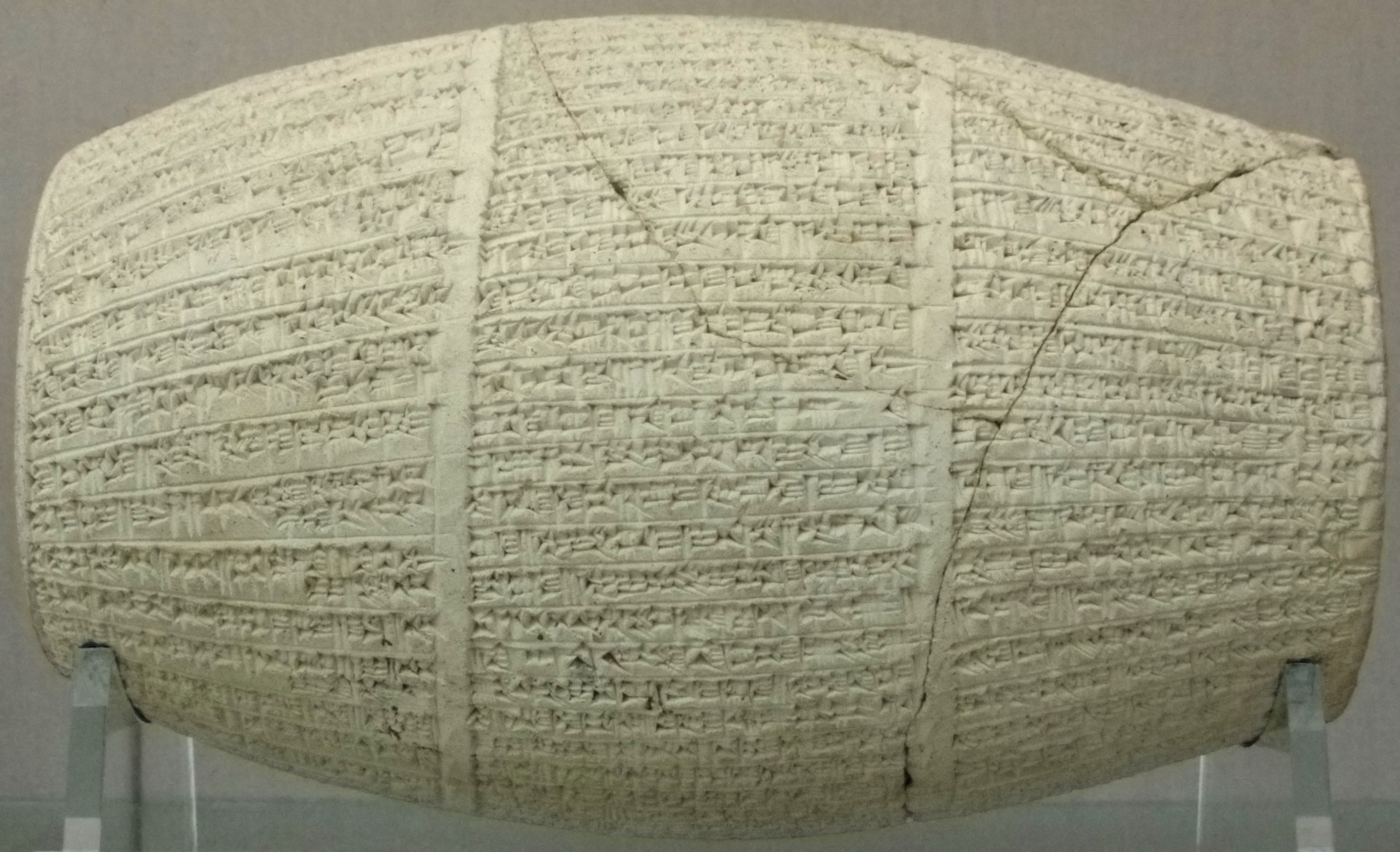
Cylindre de Nabonide, mentionnant la restauration du sanctuaire de Sîn à Harran.

- 553 av. J.-C. : Cyrus II, roi d’Anshan, se révolte contre Astyage qui est contraint d’évacuer la région de Harran. : à la suite d’un songe fait en 556 av. J.-C., qui lui annonçait l’avenir, et malgré l’opposition du clergé de Marduk, le roi de Babylone Nabonide décide de reconstruire le temple de Sîn à Harran[11]. Dans cette perspective, il sollicite l’aide de Cyrus II le Grand, roi d’Anshan, contre les Mèdes pour prendre la ville. Cyrus accepte. Son suzerain et grand-père Astyage, roi des Mèdes, a vent du complot et le convoque à Ecbatane. Cyrus refuse, ce qui provoque une guerre qui se terminera par la victoire des Perses en 550 av. J.-C.[4].
- 553-538 av. J.-C. : règne de Malenaken, roi de Kouch[14].
- 552 av. J.-C. :
  - des troubles aggravés sans doute par une mauvaise situation économique éclatent en Babylonie et dans les villes méridionales. Le roi Nabonide installe son fils Balthazar (Bêl-sharsur) sur le trône de Babylone et s’en va alors dans l’oasis de Temâ (en arabe Taima) dans le Hedjaz, qu’il conquiert dès 552 av. J.-C., ainsi que toute une série de villes. Il reste dix ans en Arabie (au moins 5 ans de l’an 7 à l’an 11 de son règne, et peut-être jusqu’à l’an 16), en empêchant par son absence la grande fête du Nouvel An à Babylone, sans que l’on en donne d’explication satisfaisante (conquête, dévotion au dieu-lune des Arabes à Taima, abandon de Babylone en proie à la famine et à la guerre civile…)[4],[11].
  - Pisistrate est de nouveau renversé par les chefs du parti aristocratique (dont l’Alcméonide Mégaclès) et s’exile à Érétrie, en Eubée[6].
- 551 av. J.-C. : au Jin révolte des Luan conduite par le général Luan Ying. Aidé par le clan Wei, les forces de Luan capturent la capitale Jiang (綘), avant d'être vaincues par l'armée Jin. Luan Ying est tué à Quwo et le clan Luan est exterminé[15].

## Naissances
- Vers 553/552 av. J.-C. : Milon de Crotone[16].
- 551 av. J.-C. : Confucius.